# فرانك دي بور
فرانك دي بور، من مواليد 15 مايو 1970 في هورن في هولندا، مُدرب كرة قدم ولاعب كرة قدم هولندي سابق وهو الأخ التوأم الأصغر لرونالد دي بور.
و لأنه لعب 112 مباراة دولية مع منتخب هولندا لكرة القدم، فإنه أصبح أكثر لاعب هولندي لعب مع المنتخب، قبل أن يصبح أودين فان در سار مكانه، وقد لعب دي بور أول مرة مع المنتخب في عام 1990 أمام منتخب إيطاليا لكرة القدم.
و قد بدأ مسيرته مع نادي أياكس أمستردام كلاعب ظهير أيسر، قبل أن يغير موقعه إلى مركز قلب الدفاع، وهو المركز الذي حجزه في منتخب هولندا لكرة القدم لمدة طويلة، وبعد أن فاز في دوري أبطال أوروبا وكأس الاتحاد الأوروبي مع نادي أياكس أمستردام، انتقل إلى نادي برشلونة، وفي صيف 2003 انتقل إلى نادي غلطة سراي التركي، قبل أن ينضم إلى نادي رينجرز الإسكتلندي في يناير 2004، وبعد كأس الأمم الأوروبية لكرة القدم 2004 انتقل من نادي رينجرز إلى نادي الريان القطري هو وأخوه رونالد دي بور، وفي عام 2005 انتقل إلى نادي الشمال القطري.
قاد منتخب هولندا لكرة القدم حتى أعتزاله اللعب دوليًا في عام 2004، وقدم مستوى جيد عندما كان يلعب مع ياب ستام.
و قد أنهى مسيرته الدولية بطريقة مخيبة للآمال، حيثُ تعرض إلى إصابة في مباراة هولندا مع منتخب السويد لكرة القدم في كأس الأمم الأوروبية لكرة القدم 2004، ولعب دي بور مع منتخب هولندا لكرة القدم كأسي عالم عامي 1994 و1998، ولعب أربع كؤوس أوروبية في أعوام 1992 و1996 و2000 و2004.
واعتزل فرانك دي بور كرة القدم في أبريل 2006، وأصبح مدربا لناشئي نادي أياكس أمستردام وفي عام 2008 انتقل ليصبح مساعد مدرب منتخب هولندا حينها واصبح فيما بعد في مدرب فريق أياكس امستردام ثم انتقل لتولي مهمة تدريب نادي انتر ميلان الإيطالي عام 2016.

## مسيرة الأندية

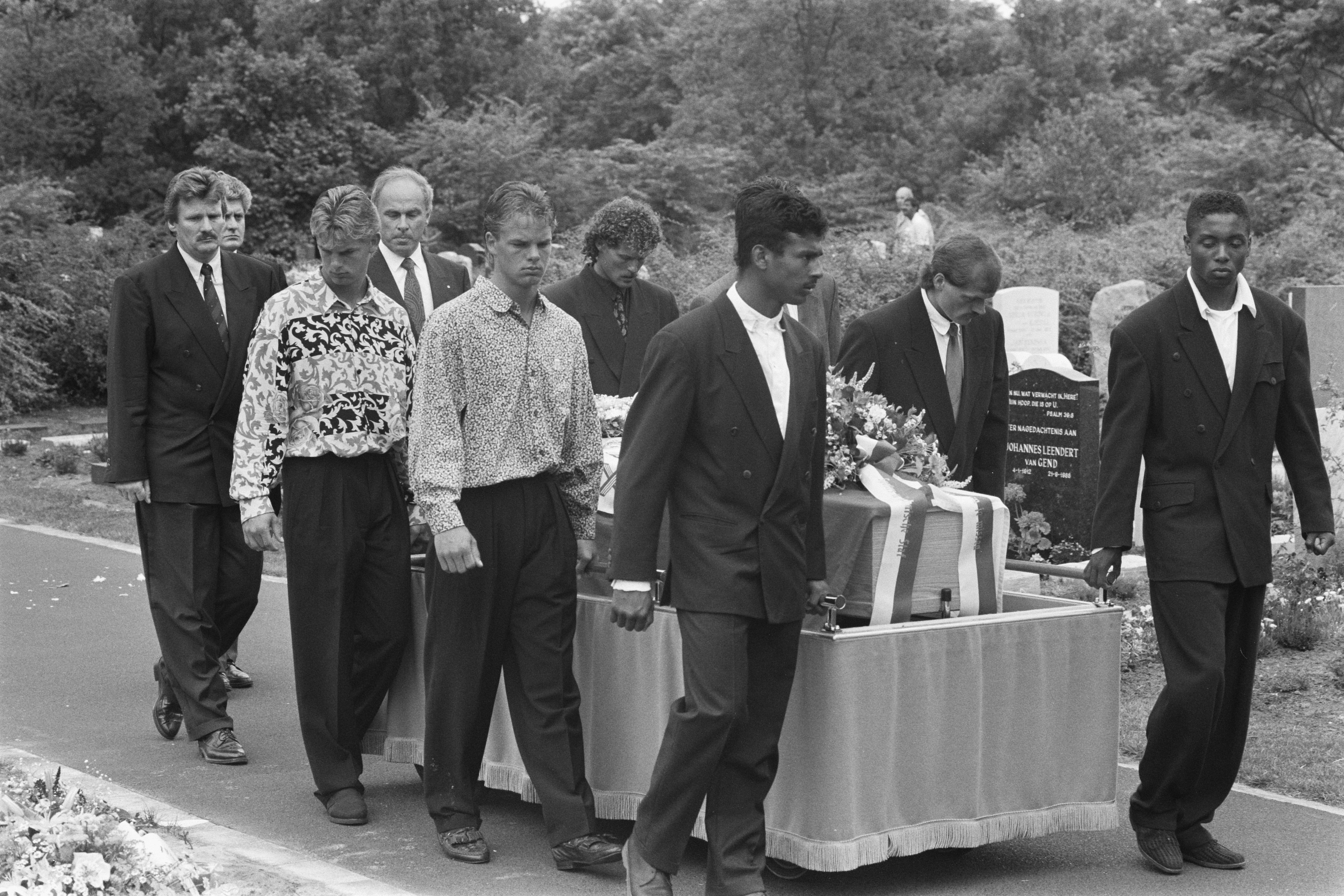
جنازة في أوتريخت لحارس مرمى أياكس، لويد دوسبرغ (الذي قُتل في حادث تحطم طائرة إس إل إم في سورينام). الأشخاص: الصف الأيسر من الخلف إلى الأمام: آري فان إيدن (الأول)، فرانك (الثاني)، ورونالد دي بور (الثالث)، آرون وينتر (الرابع). الصف الأيمن من الخلف إلى الأمام: مايكل فان براغ (الأول) وداني بليند (الثاني)، يان ووترز (الثالث)، برايان روي (الرابع). في الخلفية: بيتر لارسون التاريخ: 22 يونيو 1989 الموقع: أوتريخت (مقاطعة)، أوتريخت

دي بور بدأ مسيرته في عالمك كرة القدم كاظهير ايسر في نادي اياكس قبل أن ينتقل إلى قلب الدفاع، وهو المنصب الذي شغله لسنوات عديدة في المنتخب الوطني. وفاز كل من كأس الاتحاد الاوروبي 1991-92 و1994-95 دوري أبطال أوروبا بينما في أياكس، بالإضافة إلى خمسة ألقاب الدوري الهولندي وبطولتي كأس الاتحاد الهولندي. ومع ذلك، بعد التوقيع على تمديد العقد لمدة ست سنوات مع اياكس لموسم 1998-99، أخذ هو وشقيقه التوأم رونالد إجراءات قانونية ناجحة. وكان اياكس لاتفاق شفهي أنه إذا كان عرضا مغريا للشقيق واحد جاء من قبل، وقال انه سيتم الاستغناء عنه. ومع ذلك، يبدو اياكس تراجع عن هذا الاتفاق بعد تعويم النادي في سوق الأوراق المالية، وتعهد للمساهمين أنه عقد كل من دي البوير وبناء حولهم فريق لاستعادة دوري أبطال أوروبا.
في يناير كانون الثاني عام 1999، فرانك ورونالد دي بور وقعو لنادي برشلونة مقابل 22 مليون £، انضمامهم لمدير اياكس السابق لويس فان غال في كامب نو. بعد فوزه بلقب الدوري الأسباني 1998-1999. في عام 2000، أقيل من منصبه فان جال في برشلونة وعانى فرانك من ثبوت تعاطيه لمادة محظورة ناندرولون في وقت لاحق من العام. هو كان معلق النشاط لكنه أعيد بعد نجاح الاستئناف.
انتقل لفترة وجيزة إلى غلطة سراي التركي في صيف عام 2003 قبل أن ينضم إلى شقيقه في رينجرز في يناير كانون الثاني عام 2004. وقدم ما مجموعه 17 مباراة مع رينجرز، وسجل هدفين. الإخوة دي بور ترك رينجرز بعد كأس الأمم الأوروبية 2004 للعب في بقية المهن كرة القدم في قطر مع الريان. أعلن دي بور تقاعده من كرة القدم في أبريل 2006.

## المسيرة الدولية
وبعد أن مثل منتخب بلاده 112 مرة، وكان من أبرز اللاعبين في تاريخ المنتخب الوطني هولندا، حتى تجاوز الحارس الهولندي ادوين فان در سار عليه. قدم دي بور أول مباراة له مع هولندا في سبتمبر 1990 ضد إيطاليا. كما لعب دي بور لهولندا في نهائيات كأس العالم عامي 1994 و 1998 لكرة القدم، وبطولة 1992 و 2000 و 2004 [[كأس الأمم الأوروبية. خلال يورو 2000 التي تستضيفها بلاده و بلجيكا، وصل دي بور الدور قبل النهائي. اضاع دي بور ركلة جزاء مهمة في ركلات الترجيح في الدور نصف النهائي، والتي أدت إلى هزيمة أمام إيطاليا. واضاع أيضا ركلة جزاء خلال المباراة.
في 29 مارس 2003، في مباراة الإياب ضد جمهورية التشيك، وأصبح دي بور أول لاعب كرة قدم الذكور الهولندية للحصول على 100 مباراة دولية. أنهى مسيرته الدولية بعد أجبرت إصابة به ليحل محله في مباراة الدور ربع النهائي مع السويد في يورو 2004. ادت الإصابة له للخروج من مباراة نصف النهائي ضد البرتغال، التي خسرت هولندا 2-1.

## المسيرة التدريبية

### أياكس أمستردام
```
في 6 ديسمبر 2010، بعد استقالة 
مارتن يول
، تم تعيين دي بور المدرب المؤقت لأياكس حتى العطلة الشتوية. وكان أول مباراة له في 
دوري أبطال أوروبا
 ضد 
إيه سي ميلان
 في 
سان سيرو
، فازوا 2-0 عن طريق هدفين سجلهما ديمي دي زيو وتوبي ثم ذهب إلى مساعدة اياكس لتصبح بطل 
الدوري الهولندي
 لموسم 2010-11 في الفوز 3-1 على ضيفه تفينتي، حامل اللقب من العام السابق، في يوم المباراة النهائية، مما يجعل السنة الأولى من حياته التدريب المهني مهنة واحدة ذهبية. قال «أنا لا يمكن أن اتمنى هدية عيد ميلاد أكثر جمالا»
```

في عامين ونصف على رأس اياكس، وفاز دي بور بالفعل ثلاث بطولات، مما يجعل ثمانية في المجموع (بما في ذلك الخمسة التي فاز كلاعب). ووفقا للتقارير، عرضت دي بور الفرصة لمقابلة لهذا المنصب ليفربول ولكن رفضنا ذلك أن يبقى مع اياكس. «تشرفني على طلب [من ليفربول] ولكن لقد بدأت للتو مع اياكس» قال. في عام 2013، تلق دي بور على جائزة ميشيل رينوس للمدير العام في هولندا بعد أن قاد أياكس إلى ثالث لقب الدوري الهولندي على التوالي الخاصة بهم.
في 27 نيسان عام 2014، وفاز دي بور الرابع له لقب الدوري الهولندي على التوالي مع اياكس، مدير أول لتحقيق ذلك في الدوري الهولندي. وعلاوة على ذلك، وهذه هي المرة الأولى اياكس فاز من أي وقت مضى أربعة ألقاب الدوري الهولندي المتعاقبة. وفاز دي بور الآن ما مجموعه تسع بطولات الدوري الهولندي مع أياكس كلاعب ومدرب، رقما قياسيا جديدا. فاز به أيضا يوهان كرويف، سوارت وجاك رينولدز كل ثماني بطولات الدوري الهولندي مع أياكس. اياكس الانتهاء من 2014-15 الدوري الهولندي في المركز الثاني، خلف خصمه 17 نقطة ايندهوفن. في 11 مايو 2016 أعلن فرانك دي بور استقالته من منصبه كمدير لاياكس بعد موسم مخيب للآمال عندما خسر اياكس بها على 2015-16 الدوري الهولندي لايندهوفن في مباراة اليوم الأخير من الموسم.

### إنتر ميلان
يوم 9 أغسطس عام 2016، بعد رحيل روبرتو مانشيني، وقع دي بور عقدا لمدة ثلاث سنوات مع انتر لبدء 2016-17 الموسم. وكانت مباراة دي بور للمرة الأولى في قيادة إنتر ودية قبل الموسم، بعد فوزه 2-0 على سيلتيك يوم 13 أغسطس، لعبت على أرض محايدة في ثوموند] بارك، وجمهورية ايرلندا.
كان أول مباراة تنافسية دي بور خسارة خارج أرضه 2-0 من كييفو فيرونا في 21 أغسطس 2016. بعد المباراة، وانتقد دي بور لاستخدام الدفاع ثلاثة رجال، وهو أسلوب أنه لم تستخدم قط بينما في اياكس. قالت الصحف أداء إنتر «كارثة». ثروات سرعان ما تحولت، ولكن، كما تعادل انتر 1-1 مع باليرمو في 28 آب، قبل ان يفوز ثلاث مباريات على التوالي، ضد بيسكارا، حامل اللقب يوفنتوس وإمبولي. الفوز على يوفنتوس واشاد، مع دي بور الذي أشاد لاستبدال إيدر لإيفان بيريسيتش، الذين قدموا هدف الفوز. ان مستواه لم يدم طويلا، كما خسر بعد ذلك ضد روما وكالياري واتالانتا. وقد سعى الانتر في الدوري الأوروبي تحت دي بور، حيث خسر المباراة الافتتاحية 0-2 على ارضه امام الفريق الإسرائيلي في 15 سبتمبر، و3-1 ضد سبارتا براغ في سبتمبر 29.
بعد سلسلة من أربع هزائم في آخر خمس مباريات دوري الدرجة الأولى الإيطالي A، الذي ترك إنتر في المرتبة الثانية عشرة في الدوري الإيطالي، وأقيل دي بور في 1 نوفمبر عام 2016، بعد أن كان مسؤولا لعدة أيام فقط 85. وكانت مباراته الاخيرة خسارة 1-0 أمام سامبدوريا يوم 30 أكتوبر.

## روابط خارجية
- فرانك دي بور على موقع الاتحاد الدولي (مؤرشف)  (الإنجليزية)
- فرانك دي بور على موقع الاتحاد الأوربي (الإنجليزية)
- فرانك دي بور على موقع اتحاد تركيا (لاعب) (الإنجليزية)
- فرانك دي بور على موقع قاعدة بيانات كرة القدم.إي يو (الإنجليزية)
- فرانك دي بور على موقع ليكيب (الفرنسية)
- فرانك دي بور على موقع ناشيونال فوتبول تيمز (الإنجليزية)
- فرانك دي بور على موقع Soccerway.com (الإنجليزية)
- فرانك دي بور على موقع عالم كرة القدم.نت (الإنجليزية)